# Tridecane

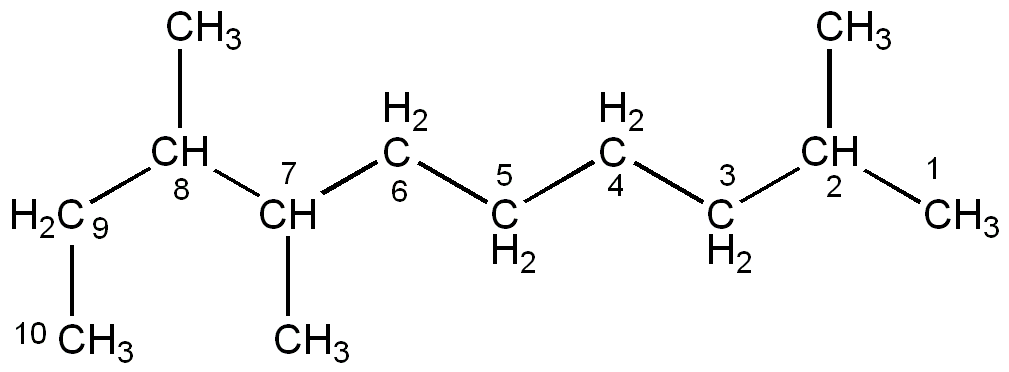
Strukturformel von 2,7,8-Trimethyldecan, einem Isomer von Tridecan

Die Tridecane bilden eine Stoffgruppe aus der Gruppe der Alkane. Namensgeber ist der lineare Vertreter Tridecan. Die Tridecane umfassen theoretisch 802 konstitutionsisomere bzw. 2412 konstitutions- und konfigurationsisomere Verbindungen mit der Summenformel C13H28. In öffentlich verfügbaren Datenbanken werden (Stand März 2024) zwischen 71 und 93 tatsächlich bekannte Isomere geführt.

## Konstitutionsisomere
Aufbauend auf einer Stammkette von sechs bis zwölf Kohlenstoffatomen müssen sieben bis ein Kohlenstoffatom in Seitenketten ergänzt werden. Diese Substituenten können Methyl-, Ethyl-, Propyl-, Isopropyl-, Butyl- oder tert-Butylgruppen sein. Nur rund 10 % der theoretisch möglichen Isomere sind bisher nachgewiesen worden, z. B. 2,6-Dimethylundecan, 2,2,3-Trimethyldecan oder 4,4-Dipropylheptan.

## Verwendung
Die Isomere des Tridecans finden in der Trennung von Alkylphenolen mittels Azeotroprektifikation Verwendung, bei der die Isomere als Schleppmittel benutzt werden.